# Acidez
Acidez (zu deutsch: Säurezahl, -gehalt, saurer Geschmack, o. ähnl.) ist eine mexikanische Hardcore-Punkband aus Guadalajara, Jalisco.

## Bandgeschichte
Die Band wurde 2003 gegründet und nahm 2004 eine erste Demo-EP auf. 2008 erschien beim mexikanischen Label BamBam Records mit dem Titel No hay futuro das erste Studioalbum, das 2015 dort neu aufgelegt wurde. Noch vor der Veröffentlichung des 2011 folgenden, zweiten Albums Don't Ask for Permission, das auch bei Labels in anderen Staaten erschien, verließ Sänger „KarlOi!“ die Formation. Auf dem Split-Album Deadly Dose / Dosis Mortal von 2010 sang er noch als Acidez-Frontmann.
Weitere zwei Alben folgten 2014 und 2016. Einem Interview aus dem Jahr 2015 der Website Away from Life (AFL) zu entnehmen war: „Wir haben ein paar Jobs. Tupa arbeitet in einen Call-Center, Soti hat einen Bierladen, Näuj ist Illustrator und Grafikdesigner und Rodo arbeitet gelegentlich auf der Straße als Maskottchen, indem er sich irgendein Kostüm anzieht.“
Acidez trat außerhalb des amerikanischen Kontinents auch in Europa und Asien auf, war in Deutschland 2017 auf dem „Ruhrpott Rodeo“ zu sehen und gab 2018 Konzerte im Rahmen einer Europa-Tournee in mehreren deutschen Clubs, z. B. im „SO36“ (Berlin), im „Juwel“ (Gotha), im „Project 31“ (Nürnberg) und im „Kopernikus“ (Hannover).
Das von der Band verwendete Maskottchen in Form eines Skeletts wurde von Schlagzeuger „Näuj“ entworfen und trägt den Namen „NAROTUSO“, der sich aus den jeweiligen beiden Anfangsbuchstaben der vier Musikerpseudonyme zusammensetzt.

## Diskografie
- 2008: No hay futuro (Estajanovismo Records)
- 2010: Deadly Dose / Dosis Mortal  (Split-Album mit The Angst, Stress Attack Records)
- 2011: Don’t Ask for Permission (Bambam Records)
- 2014: Beer Drinkers Survivors (Bambam Records)
- 2014: Nación de Metaleros / Forajidos del Rock ’n’ Roll (Split-EP mit Malignant Tumour, Unrest Records)
- 2016: Welcome to the 3D Era (Bambam Records)
- 2017: Revolution Has No Borders (Split-EP mit Total Chaos, Bambam Records)
- 2020: XVII Years Of Acideztruction (Bambam Records)
- 2022: In Punk We Thrash (Katabomb Records)